# 麗的呼聲 (新加坡)
丽的呼声（英文：Rediffusion Singapore）是一家最初在新加坡开创有线广播的公司，目前是数字广播服务。 该公司吹捧自己是新加坡唯一的订阅广播服务。
Rediffusion Singapore成立於1949年，是新加坡在无线电广播方面取得成功的结果，特别是在第二次世界大战后的时代。 当时，有线广播服务被视为一种补救措施，可防止受到不良信号的影响，直到那时，某些屋苑才受到影响。 从新加坡的基金会创立到1980年代後期，英国的麗的集团由英国Rediffusion广播业务的子公司Overseas Rediffusion运营，该公司由新加坡的Rediffusion经营。
自2000年以来，新加坡Rediffusion公司一直在新加坡提供数字广播服务。
Rediffusion於2012年4月30日停播并正式结业。